# Парохија
Парохија (од стгрч.  — „привремено обитавалиште”) је од најранијих хришћанских времена означавала локалну хришћанску заједницу. Као таква, појављује се и у списима Отаца Цркве као и у канонима првих хришћанских сабора.

## Тумачења хришћанских теолога
За хришћане, овај дом се тумачи као Царство Божије, храм у коме Бог борави, Нови Јерусалим. Међутим, по веровању, све док се хришћани тамо не нађу са Богом, за њих је на земљи установљен привремени дом - скинију (шатор) у којем Исус, Оваплоћени Логос живи са њима у Духу Светоме, као што је, такође, живео и са Јеврејима у пустињи, када су путовали у Земљу Обећања. У Старом Завету, ово божанско присуство у Скинији је било само симболички изражено кроз Ковчег Завета. У Новом Завету заједничарење са Богом је непосредно и реално у Телу и Крви Христовој. Зато хришћани верују, да их парохија, ПАРОИКИА, приводи Дому. Али она овоме може да послужи само уколико они у њој не гледају своје достигнуће, „свој понос" или - још горе од тога - национални клуб усмерен ка „сталном насељењу" у ОВОМ свету, далеко од Царства. 
Парохија је место у којем хришћани сами себе пружају Богу, помажу друге људе, постају чланови Цркве Божије, која је позвана да спасава не само њих појединце, породице или (друге) групе (људи), него васцели свет, уводећи га у надолазеће Царство. Такво је значење и толика је важност коју је Црква дала овој једноставној и уобичајеној речи: парохија. 